# Aleksandr Petrov (lottatore)
Aleksandr Petrovič Petrov (in russo Александр Петрович Петров?; Elec, 23 settembre 1876 – Leningrado, febbraio 1941) è stato un lottatore russo, specializzato nella lotta greco-romana.

## Palmarès

### Olimpiadi
- Argento a Londra 1908 nei pesi massimi.